# Sitnik (roślina)
Sitnik (Eleogiton Link) – rodzaj roślin z rodziny ciborowatych wyróżniany w niektórych, tradycyjnych ujęciach systematycznych. Ze względu na zagnieżdżenie w obrębie rodzaju sitniczka Isolepis, gatunki tu dawniej zaliczane tworzą podrodzaj Fluitantes (C.B.Clarke) Muasya w obrębie tego rodzaju. Zaliczano tu ok. 10 gatunków. Występują one na wszystkich kontynentach (z wyjątkiem Antarktydy). W Polsce udokumentowano występowanie sitnika pływającego (właśc. sitniczki pływającej) (E. fluitans).
Rośliny z tego rodzaju żyją w wodach, nad powierzchnię wystawiają tylko kłosy z kwiatami.

## Systematyka
Pozycja systematyczna
Współcześnie rodzaj nie jest wyróżniany, ponieważ zaliczane tu gatunki tworzą klad zagnieżdżony w obrębie rodzaju  sitniczka Isolepis. W obrębie tego rodzaju wyodrębniane są jako podrodzaj Fluitantes (C.B.Clarke) Muasya, zajmujący pozycję siostrzaną względem podrodzaju Isolepis. Klad bazalny dla tej pary tworzy podrodzaj Micranthae (C.B.Clarke) Muasya. Rodzaj Eleogiton wyróżniany bywał zwłaszcza w Europie, gdzie jedyny jego przedstawiciel (E. fluitans) znacząco różni się ekologią i morfologią od innych przedstawicieli rodzaju Isolepis. Uwzględniając jednak gatunki zasiedlające inne obszary, a zwłaszcza Afrykę, cechy wskazywane jako diagnostyczne dla rozróżniania obu rodzajów przestają istnieć.